# Truy hồi ký ức
Regression (tựa Việt: Truy hồi ký ức) là một bộ phim thuộc thể loại tâm lý kinh dị năm 2015 do Alejandro Amenábar đạo diễn, sản xuất và viết kịch bản. Phim có sự tham gia của Ethan Hawke và Emma Watson, với David Thewlis, Lothaire Bluteau, Dale Dickey, David Dencik, Peter MacNeill, Devon Bostick và Aaron Ashmore trong các vai phụ.
Bộ phim đã được có dịp được ra mắt công chúng tại Liên hoan phim quốc tế San Sebastián vào ngày 18 tháng 9 năm 2015.

## Tóm tắt
Bộ phim diễn ra tại Minnesota, năm 1990. Thám tử Bruce Kenner (Ethan Hawke) điều tra vụ án của John Gray (David Dencik), người thừa nhận lạm dụng tình dục 17 năm của mình- Angela con gái lớn (Emma Watson) nhưng không có hồi ức về sự lạm dụng. Họ tìm kiếm sự giúp đỡ của Giáo sư Kenneth Raines (David Thewlis) để sử dụng trị liệu hồi phục trí nhớ cho John Gray để lấy lại ký ức của anh ta và nghi ngờ rằng đồng nghiệp của họ là thám tử George Nesbitt (Aaron Ashmore) có liên quan. Họ giam giữ anh ta nhưng không tìm thấy bằng chứng chống lại anh ta. Các thám tử nghi ngờ Đạo Satan có liên quan vì lời khai của Angela, trong đó Angela nói rằng cô đã bị người khác lạm dụng trong mặt nạ và ai đó đã chụp ảnh nó.
Bruce và Kenneth gặp anh trai ghẻ lạnh của Angela, Roy Gray (Devon Bostick) để hỏi về lý do tại sao anh ta rời khỏi nhà. Sử dụng kỹ thuật hồi quy trên người anh ta, anh ta nhớ lại những nhân vật trùm đầu bước vào phòng khi anh ta còn trẻ. Bruce và Kenneth nghi ngờ bà của Roy, Rose Grey (Dale Dickey), có một số liên quan nhưng không tìm thấy gì sau khi khám xét nhà của cô.
Trong khi đó, Bruce bắt đầu gặp ác mộng liên quan đến các nghi lễ satan. Angela nói với anh ta rằng giáo phái ra tay giết cô ta vì cô ta đã cho thấy dấu hiệu quỷ dữ của mình với anh ta và rằng anh ta cũng đang gặp nguy hiểm. Cô nói với anh rằng mẹ cô nhận được những cuộc gọi linh tinh và nhìn thấy những con số kỳ lạ nhìn chằm chằm vào cô trước khi cô gặp tai nạn. Bruce bắt đầu trải nghiệm những điều tương tự và những cơn ác mộng của anh tăng cường độ.
Rose nhảy từ cửa sổ nhà mình sau khi nhìn thấy những bóng ma, tự làm mình bị thương. Bruce gặp Angela trong nghĩa trang của nhà thờ để trấn an cô và sau khi bộc phát cảm xúc, cô hôn anh. Bị sốc, Bruce bỏ cô ở đó và trở về nhà anh. Anh ta nhìn thấy một quảng cáo súp trên đường phố và nhận ra người phụ nữ trong đó là người mà anh ta nhìn thấy trong những cơn ác mộng của mình. Anh ta kết luận rằng trí tưởng tượng của anh ta đã chạy trốn cùng anh ta. Anh ta nói với Kenneth rằng tất cả những ký ức trong quá khứ này được gây ra bởi liệu pháp và toàn bộ tình huống chỉ là kết quả của sự cuồng loạn hàng loạt. Mặc dù giáo sư ban đầu chống lại ý tưởng này, ông cũng nghi ngờ rằng những ký ức này không có thật.
Bruce bị tấn công bởi hai nhân vật trùm đầu, cuối cùng họ tiết lộ mình là George và đồng nghiệp của họ, Farrell (Aaron Abrams). George đang tìm cách trả thù sau khi Bruce giam giữ anh ta như một kẻ lạm dụng tình dục trẻ em và hủy hoại sự nghiệp của anh ta. Bruce đề nghị quên đi toàn bộ tình huống nếu George nói với anh ta mọi thứ anh ta biết. Sau khi George tiết lộ mọi chuyện, Bruce phải đối mặt với Angela về sự lạm dụng của cô và cô khẳng định mình đã nói sự thật. Cuối cùng Bruce kết luận rằng cô đã bịa đặt mọi thứ ngay từ đầu khi cô muốn trốn thoát khỏi gia đình mình, người mà cô cho là chịu trách nhiệm cho cái chết của mẹ mình. Cô muốn trốn đi với George, vì họ đã có một mối quan hệ tình dục một thời gian, nhưng anh từ chối bỏ trốn với một trẻ vị thành niên. Angela buộc tội cha mình để trốn khỏi nhà. Khi Bruce đối mặt với cô, cô nói với anh rằng không ai tin anh, đặc biệt nếu cô nói với họ rằng họ đã hôn nhau trong nghĩa trang. Bruce nói với John tất cả mọi thứ, nhưng John quyết định nhận trách nhiệm và nhận tội để giải cứu Angela và hy vọng rằng một ngày nào đó cô sẽ tha thứ cho anh ta vì là một người cha tồi.
Bộ phim kết thúc với một tuyên bố rằng nhiều trường hợp như thế này đã được báo cáo trước khi cuồng loạn lạm dụng nghi lễ satan mờ dần.

## Diễn viễn
- Ethan Hawke[5] vai thám tử Bruce Kenner
- Emma Watson[6] vai Angela Gray
- David Thewlis vai Professor Kenneth Raines
- Lothaire Bluteau vai Reverend Murray
- Dale Dickey vai Rose Gray, Bà của Angela.
- David Dencik[7] vai John Gray, Bố của Angela.
- Peter MacNeill vai cảnh sát trưởng Cleveland
- Devon Bostick[8] vai Roy Gray, anh trai Angela.
- Aaron Ashmore vai thám tử George Nesbitt
- Adam Butcher vai Brody
- Kristian Bruun vai Andrew
- Aaron Abrams vai Farrell
- Julian Richings vai Tom
- Wendy Lyon vai Norma
- Janet Porter vai S. Cooper

## Sản xuất
Vào ngày 31 tháng 10 năm 2013, Ethan Hawke sẽ tham gia bộ phim kinh dị Regression. Vào ngày 5 tháng 2 năm 2014, Emma Watson đã tham gia bộ phim để đóng cùng Hawke, và vào ngày 25 tháng 3, David Dencik đã được thêm vào dàn diễn viên, vào vai một người đàn ông bị bắt tại một thị trấn ở bang Minnesota vì bị cáo buộc lạm dụng tình dục con gái mình. Vào ngày 23 tháng 5, Devon Bostick đã được thêm vào dàn diễn viên của bộ phim.
Alejandro Amenábar chỉ đạo kịch bản của riêng mình, trong khi FilmNation Entertainment giữ bản quyền quốc tế. 

### Quay phim
Quay phim chính bắt đầu vào ngày 15 tháng 4 năm 2014, tại Mississippi, Ontario, Canada. Emma Watson tuyên bố: "Ngày đầu tiên quay Regression hôm nay - một món quà sinh nhật rất tuyệt xx." Vào ngày sinh nhật thứ 24 của cô, cô đã quay một cảnh nhà thờ tại Đại học Toronto Canterauga. Việc quay phim đã diễn ra tại Tottenham vào ngày 5 tháng 5. Vào ngày 3 tháng 6, có thông tin rằng Watson đã quay lại Toronto để tiếp tục phần còn lại của bộ phim sau khi dành thời gian ở Anh và tốt nghiệp Brown. Chụp ảnh chính đã kết thúc ngày 12 tháng 6. Vào ngày 28 tháng 1 năm 2015, đoàn làm phim đã quay một số cảnh bổ sung hoặc quay lại ở Mississippi.

## Quảng bá
Vào ngày 10 tháng 6 năm 2014, TWC-Dimension đã tiết lộ một bức ảnh đầu tiên từ bộ phim. Vào ngày 12 tháng 2 năm 2015, đoạn giới thiệu đầu tiên đã được phát hành, và vào ngày 1 tháng 2 năm 2016, đoạn giới thiệu của Hoa Kỳ được công chiếu.

## Phát hành
Vào tháng 11 năm 2013, Công ty Weinstein đã mua bản quyền phân phối của Hoa Kỳ cho bộ phim. Bộ phim đã được công chiếu trên toàn thế giới tại Liên hoan phim quốc tế San Sebastián vào ngày 18 tháng 9 năm 2015. Nó được phát hành tại Tây Ban Nha vào ngày 2 tháng 10 năm 2015 và tại Vương quốc Anh vào ngày 9 tháng 10 năm 2015.
Phim ban đầu được dự định phát hành ngày 28 tháng 8 năm 2015 tại Hoa Kỳ, nhưng đã được rút khỏi lịch trình. Sau đó, phim bị đẩy lùi ngày ra mắt tại Hoa Kỳ đến ngày 5 tháng 2 năm 2016, và phim được phát hành trên Amazon Instant Video ba mươi ngày sau đó.

## Đón nhận
Regression nhận được đánh giá tiêu cực từ các nhà phê bình, chủ yếu tập trung vào hành động thứ ba của bộ phim. Trang web tổng hợp đánh giá Rotten Tomatoes đã báo cáo tỷ lệ 15%, dựa trên 40 đánh giá, để lại mức trung bình 4,1/10. Sự đồng thuận của trang này có nội dung: "Regression tự hào có một cặp nhân vật chính có khả năng nổi bật - không ai trong số họ có thể đánh bật bộ phim khỏi vũng bùn của phim kinh dị tâm lý." Trên Metacritic, bộ phim có số điểm 32 trên 100, dựa trên 12 nhà phê bình, chỉ ra "đánh giá chung không thuận lợi."